# Сидорук Степан
Степан Сидорук (1919, с. Ставки — 15 квітня 2012, с. Ставки, гміна Володава, Володавський повіт, Люблінське воєводство, Польща) — український поет. Писав західнополіським діалектом української мови та польською мовою. Член польського Товариства народних умільців (Stowarzyszenie Twórców Ludowych) у Любліні.

## Життєпис
Народився 1919 року в селі Ставки біля Володави, нині Володавський повіт Люблінське воєводство Польща, в родині коваля. Займався сільським господарством, бджільництвом, потім вийшов на пенсію. Все своє життя мешкав у рідному селі.
Друкувався у «Нашому слові», «Українському календарі», альманасі «Наш голос».
Помер 15 квітня 2012 року.

## Творчість
Автор збірки віршів «Над Бугом» (1983), оповідань «Nadbuzanskie opowiesci» (польськ.).